# سكة العاشقين (فلم)
سكة العاشقين فيلم مصري إنتاج عام 1978 بطولة حسين فهمي ، ميرفت أمين، لبلبة ،سمير غانم،ومن إخراج حسن الصيفي. وهو من أفلام عيد الفطر 1398 هـ.

## قصة الفيلم
يعيش شريف المحاسب بالجمرك مع أخيه لطفي، تتعرف أمنية بشريف وتعرض عليه العمل في شركة صديقها فهمي الذي يخطط لإبعاده عن عمله لتشدده وأمانته مما يعرقل مرور عملياته المشبوهة من الجمرك، يتزوج شريف وأمنية، ويتضح أنها تشارك فهمي في تجارة المخدرات. تقنعه بهدم المنزل والمدرسة التي يمتلكهما مع أخيه لطفي لبناء عمارة ضخمة، يرفض لطفي فينجح شريف في إدخاله مستشفى الأمراض العقلية.

## طاقم التمثيل
| - حسين فهمي:المهندس صلاح - ميرفت أمين:نوال - لبلبة: ناهد - سمير غانم: عادل فهمى | - زهرة العلا: عليه - ليلى حمادة:عفاف - يوسف فخر الدين:يوسف نجم الدين - آمال رمزي:ثريا نجم الدين | - جمال إسماعيل:أحمد - هياتم:راقصة - منال سلامة:طفلة - نعيم عيسى:الدكتور | - منال الصيفي:الطفلة منال - حسين الشريف - مختار السيد:محمد - زوزو شكيب:أم نوال وعفاف |

## طقم عمل
| - ستوديو مصر (الطبع والتحميض) - صلاح عبدالحليم (مدير المعامل) - سعيد الجزار (مصحح الألوان) - فؤاد رمضان (كيمياء وتشغيل) - طلعت حما (كيمياء وتشغيل) - كمال عبدالله (مهندس الصوت) - تركي عبدالرحمن (مسجل الصوت) - نسيم فؤاد (مساعد الصوت) - إبراهيم خورشيد (مساعد الصوت) - فكري رستم (مونتير) | - مارسيل صالح (نيجاتيف) - طلعت فيظي (مركب الفيلم) - محمد عشوب (ماكيير) - يوسف طه (مساعد ماكيير) - فاطمة بكري (مصفف الشعر) - سمير حافظ (ملاحظ السيناريو) - إبراهيم زكي (مدير الإنتاج) - أفلام الصيفي (منتج منفذ) - سيد علي (مدير الإنتاج) | - علي خير الله (مدير التصوير) - عادل أسعد (مساعد مصور) - حنيفة فتحي (مؤلف) - محمد عثمان (سيناريو وحوار) - أفلام الوحدة العربية (موزع داخلي) - جلال زهرة (ريجيسير) - محمد بكر (مصور فوتوغرافيا) - هاني مهنا (موسيقى الرقصة) - مدحت الشريف (منتج) | - إبراهيم المشنب (منتج منفذ) - حسام سيف النصر (مدير الإنتاج) - شريف شعبان (إدارة الإنتاج) - محمد رسمي (إدارة الإنتاج) - جميل عزيز (مهندس الصوت) - عباس بسيوني (مسجل الحوار) - سيد رحيم (مساعد الصوت) - إبراهيم طاهر (مساعد الصوت) - محمد سليمان (مساعد الصوت) |

## وصلات خارجية
- مقالات تستعمل روابط فنية بلا صلة مع ويكي بيانات